# Silonia
Silonia (Сілонія) — рід риб родини Schilbeidae ряду сомоподібні. Має 2 види. Назва походить місцевої назви цих сомів в Західних Гатах (Індія).

## Опис
Загальна довжина представників цього роду коливається від 48 до 183 см. Голова коротка, помірно видовжена. очі доволі великі. Є 3 пари коротких вусів. Тулуб масивний, широкий, стиснутий з боків, вкрито лускою. Спинний плавець високий, з короткою основою, 1 жорстким променем. Жировий плавець крихітний. Грудні плавці з зазубреними шипами. Грудні та черевні плавці майже однакові, невеличкі. Анальний плавець широкий і доволі довгий. Хвостовий плавець повністю розрізано, лопату лезоподібні, звужуються на гострих кінцях.
Забарвлення голови та спини темно-коричневе або чорне. Основний фон боків та черева сріблястий. Плавці чорнуваті.

## Спосіб життя
Це демерсальні риби. Зустрічаються у прісних і солонуватих, чорних водах, в невеликих річках на мілині. В час мусонів (червень-липень) спливає у великі річки і притоки для розмноження. Також тримаються (S. childreni) великих річок, а для розмноження заходить в невеликі річечки. Живляться водними безхребетними і рибою. Утворюють значні косяки.
Є об'єктом промислового вилову. Час подвоєння популяції 4,5-14 років.

## Розповсюдження
Мешкають у водоймах Індії, Пакистану, Непалу, Бангладеш і М'янми.

## Види
- Silonia childreni
- Silonia silondia